# Galleta de soda
La galleta de soda (del inglés soda cracker, a su vez del bicarbonato de su receta, que en inglés es baking soda) es un tipo de galleta que consiste en un cracker fino y usualmente cuadrado hecho de harina blanca, grasa alimentaria, levadura y as con sal gorda (en Cuba existe variante espolvoreada con ajonjolí). Tiene perforaciones por su superficie, para permitir que el vapor escape y suba uniformemente, y por los bordes, ya que las galletas individuales se rompen en láminas mayores durante la fabricación. Tiene una textura seca y crujiente, y se hace con menos grasa que otras variedades como las Ritz crackers.
Existen versiones bajas en sodio y sin sal, así como integrales.

## Usos
Las galletas de soda suelen comerse como aperitivo ligero, con mantequilla, mermelada, jamón endiablado, queso fundido, queso crema o pasta de guayaba. También pueden mojarse o desmigajarse en estofados, chili con carne o sopas, o añadirse a ensaladas. Suelen venderse en cajas que contienen varios lotes de crackers envueltos en papel encerado, papel celofán o plástico. En restaurantes se encuentran en pequeños paquetes envueltos de dos galletas, normalmente para acompañar sopas o ensaladas. Lo normal es colocarle las cremas o salsas del lado de abajo para lograr que sea uniforme y más fácil su uso.

## Historia
Las galletas de soda, llamadas también premium flakes o saltine crackers en inglés, proceden de al menos el siglo XIX. Los Premium Saltines, llamados originalmente Premium Soda Crackers, surgieron en 1876 en St. Joseph (Misuri).
En los Estados Unidos, la palabra saltine era originalmente una marca registrada de Nabisco, que absorbió la marca Premium, pero perdió la protección legal después de que el término empezara a usarse ampliamente para aludir a otros crackers parecidos. Es bueno destacar que el nombre saltín o saltine aplica para este tipo de cracker cuando viene espolvoreado con sal en la superficie.

## Preparación
Las galletas de soda han sido comparadas al hardtack, una galleta o cracker simple sin levadura hecha con harina, agua y sal. Sin embargo, a diferencia de este incluyen levadura. Las galletas de soda son un pan con levadura que se deja subir de 20 a 30 horas. Tras esto se añade un álcali para neutralizar el exceso de acidez producido por la acción de la levadura. La masa se deja reposar otras 3 a 4 horas, para relajar el gluten, antes de estirarla en capas y hornearla.